# Decade (Neil Young)
Decade è un album compilation triplo del musicista rock canadese Neil Young, pubblicato nel 1977 dalla Reprise Records, ora disponibile in doppio CD. La raccolta antologica contiene 35 canzoni di Young incise tra il 1966 e il 1976, oltre a cinque brani all'epoca inediti. Il disco raggiunse la posizione numero 43 nella classifica statunitense Billboard Top Pop Albums.

## Il disco
Compilata da Young stesso, con la descrizione brano per brano di ogni traccia, Decade è una raccolta rappresentativa di quasi ogni album pubblicato in carriera da Young fino al 1977 tranne Four Way Street, album dal vivo pubblicato con Crosby, Stills e Nash e Time Fades Away, album dal vivo del solo Young. Delle canzoni inedite, Down to the Wire vede la presenza del pianista di New Orleans Dr. John con i Buffalo Springfield in una registrazione per l'abortito album Stampede; Love Is a Rose fu un successo minore per Linda Ronstadt nel 1975; Winterlong venne reinterpretata dai Pixies sul disco tributo a Neil Young del 1989, The Bridge; e Campaigner è uno dei brani critici di Young su Richard Nixon. La traccia Long May You Run ha un missaggio diverso da quella presente sull'omonimo album, comprendente alle armonie vocali Crosby, Stills & Nash al completo prima che David Crosby e Graham Nash se ne andassero via dalle sessioni.
Per molti anni, Decade fu l'unica antologia di Neil Young disponibile sul mercato. Una compilation pubblicata nel 1993 intitolata Lucky Thirteen, copriva soltanto il periodo "Geffen" dal 1982 al 1987. Soltanto nel 2004 la Reprise Records pubblicò infine una raccolta intitolata Greatest Hits con i brani più celebri di Neil Young, con l'intento di coprire quasi l'intera carriera dell'artista. Nel corso degli anni ottanta e novanta, Young promise a lungo ai fan un seguito dell'originale Decade, provvisoriamente intitolata Decade II; tuttavia, l'idea venne scartata in favore della maggiormente esaustiva antologia Archives.

### Versione preliminare alternativa
Inizialmente, Decade avrebbe dovuto essere pubblicata nel 1976, ma l'uscita venne bloccata all'ultimo minuto da Young. L'uscita venne rimandata all'anno seguente, con l'eliminazione di due tracce (una versione dal vivo di Don't Cry No Tears registrata in Giappone nel 1976, e una versione live di Pushed it Over The End registrata nel 1974). Inoltre furono rimossi i commenti sulle due canzoni citate, e sull'album Time Fades Away, in cui Young spiegava perché non aveva voluto includere nessun brano tratto da quel disco nella raccolta.

## Tracce
- Tutti i brani sono opera di Neil Young.
- La versione CD combina le facciate 1-3 sul primo disco, e i lati 4-6 sul secondo.

Lato 1
1. Down to the Wire – 2:25
  - precedentemente inedita; eseguita dai membri dei Buffalo Springfield Stephen Stills e Richie Furay insieme a Dr. John
2. Burned – 2:14
  - eseguita dai Buffalo Springfield; inclusa nell'album Buffalo Springfield
3. Mr. Soul – 2:41
  - eseguita dai Buffalo Springfield; registrata dal vivo live in studio a New York, con sovraincisioni di chitarra aggiunte in seguito; inclusa nell'album Buffalo Springfield Again
4. Broken Arrow – 6:13
  - eseguita dai Buffalo Springfield; inclusa nell'album Buffalo Springfield Again
5. Expecting to Fly – 3:44
  - inclusa nell'album Buffalo Springfield Again ma senza la presenza di nessun altro membro della band ad eccezione di Neil Young
6. Sugar Mountain – 5:43
  - registrata live in concerto il 10 novembre 1968 alla Canterbury House, Ann Arbor, Michigan; pubblicata come B-side del singolo The Loner il 21 febbraio 1969

Lato 2
1. I Am a Child – 2:17
2. The Loner – 3:50
  - inclusa nell'album Neil Young
3. The Old Laughing Lady – 5:59
  - inclusa nell'album Neil Young
4. Cinnamon Girl – 2:59
  - eseguita da Neil Young & Crazy Horse; inclusa nell'album Everybody Knows This Is Nowhere
5. Down by the River – 9:16
  - eseguita da Neil Young & Crazy Horse; inclusa nell'album Everybody Knows This Is Nowhere

Lato 3
1. Cowgirl in the Sand – 10:01
2. I Believe in You – 3:27
  - eseguita da Neil Young & Crazy Horse; inclusa nell'album After the Gold Rush
3. After the Gold Rush – 3:45
  - inclusa nell'album After the Gold Rush
4. Southern Man – 5:31
  - inclusa nell'album After the Gold Rush
5. Helpless – 3:34
  - eseguita da Crosby, Stills, Nash & Young; inclusa nell'album Déjà vu

Lato 4
1. Ohio – 2:56
2. Soldier – 2:28
  - editata dall'album Journey Through the Past
3. Old Man – 3:21
  - inclusa nell'album Harvest
4. A Man Needs a Maid – 3:58
  - inclusa nell'album Harvest
5. Harvest – 3:08
  - inclusa nell'album Harvest
6. Heart of Gold – 3:06
  - inclusa nell'album Harvest
7. Star of Bethlehem – 2:46
  - inclusa nell'album American Stars 'n Bars

Lato 5
1. The Needle and the Damage Done – 2:02
2. Tonight's the Night [Part I] – 4:41
  - inclusa nell'album Tonight's the Night
3. Tired Eyes – 4:33
  - inclusa nell'album Tonight's the Night
4. Walk On – 2:40
  - inclusa nell'album On the Beach
5. For the Turnstiles – 3:01
  - inclusa nell'album On the Beach
6. Winterlong – 3:05
  - precedentemente inedita; apparsa in alcuni acetati di prova dell'album Tonight's The Night
7. Deep Forbidden Lake – 3:39
  - precedentemente inedita

Lato 6
1. Like a Hurricane — 8:16
2. Love is a Rose — 2:16
  - precedentemente inedita
3. Cortez the Killer — 7:29
  - eseguita da Neil Young & Crazy Horse; inclusa nell'album Zuma
4. Campaigner — 3:30
  - precedentemente inedita
5. Long May You Run — 3:48
  - eseguita da Crosby, Stills, Nash & Young; precedentemente inedita; missaggio originale (senza Crosby e Nash), inclusa nell'album della Stills-Young Band Long May You Run

## Formazione
- Elliot Mazer – produzione
- Neil Young – chitarra, armonica, piano, Vibes, voce